# 細體愛麗魚
細體愛麗魚，為輻鰭魚綱鱸形目隆頭魚亞目慈鯛科的其中一種。

## 分布
本魚分布非洲坦干伊喀湖。

## 特徵
本魚體型修長，口前位，頭的下半部為淺黃色，尾柄的上部有一黃色小花斑。背鰭和臀鰭呈藍黑色，配有灰色的內邊。背鰭硬棘12至13枚、背鰭軟條15至16枚、臀鰭硬棘3枚；臀鰭軟條10至12枚；脊椎骨數35至37。體長可達11公分。

## 生態
本魚棲息在岩石的斜坡區，常成群出現，以浮游生物為食。

## 經濟利用
為觀賞性魚類。